# Muzeum Gdańska
Muzeum Gdańska – muzeum w Gdańsku, do 2000 istniejące pod nazwą Muzeum Historii Miasta Gdańska, a następnie, do 30 stycznia 2018, pod nazwą Muzeum Historyczne Miasta Gdańska. Instytucja gromadząca zbiory dokumentujące historię miasta od średniowiecza do XX wieku. Muzeum zostało utworzone 31 marca 1970 uchwałą Prezydium Wojewódzkiej Rady Narodowej jako oddział Muzeum Pomorskiego w Gdańsku. Muzeum ma 10 oddziałów na terenie miasta.

## Muzeum
Główna siedziba muzeum mieści się w Ratuszu Głównego Miasta, dawnej siedzibie władz miejskich. W placówce wzniesionej w XIV w. zaczęto gromadzić zbiory dokumentujące dzieje miasta od średniowiecza do współczesności.
Tworzona na nowo instytucja nie posiadała zaplecza muzealnego, tj. pracowni merytorycznych i magazynów zbiorów. Brakowało sali oświatowo-audiowizualnej, pomieszczeń do przygotowywania wystaw oraz pracowni technicznej. Mimo to muzeum rozwijało działalność: przybywały nowe eksponaty, organizowano wystawy, krajowe i zagraniczne. Publikowano katalogi wystaw i inne prace, organizowano sympozja i odczyty. Rozszerzano współpracę z innymi instytucjami kulturalnymi. Przygotowano wnętrza ratusza do spotkań delegacji rządowych i zagranicznych goszczących w Gdańsku. Współorganizowano także koncerty i przedstawienia teatralne.
Muzeum dążyło do powiększenia instytucji o kolejne historyczne budowle. Stopniowo włączano gmachy należące do najsłynniejszych zabytków gdańskiej architektury świeckiej. Zachowane w różnym stanie wymagały dokończenia ich odbudowy, rewaloryzacji oraz dostosowania do muzealnych funkcji.
W 2016 muzeum odwiedziło 373 646 osób, a w 2017 - 378 809.

## Dyrektorzy
Źródło:
- Józef Kuszewski (1971–1972)
- Tadeusz Matusiak (1972–1976)
- Mirosław Gliński (1976–1988)
- Adam Koperkiewicz (1989–2015)
- Grzegorz Szychliński (w 2015, p.o.)[4]
- Waldemar Ossowski (od 2015)

## Oddziały
- Ratusz Głównego Miasta
- Dwór Artusa wraz z sąsiadującymi kamienicami, Nowym i Starym Domem Ławy oraz Domem Ekonomistów
- Dom Uphagena
- Twierdza Wisłoujście
- Wartownia nr 1 na Westerplatte
- Muzeum Bursztynu (do 2021 w zespole Przedbramia ulicy Długiej, tj. Katowni i Wieży Więziennej, od 2021 w Wielkim Młynie)
- Muzeum Zegarów Wieżowych w kościele św. Katarzyny
- Muzeum Poczty Polskiej w Gdańsku
- Kuźnia Wodna w Oliwie
- Muzeum Gdańska - przyszła siedziba główna

Muzeum Gdańskiego Sportu i Turystyki zostało zlikwidowane pod koniec 2008 roku.
Do muzeum należy także pięć kamienic przy ulicy Kramarskiej, które zostały przeznaczone na pracownie naukowe, pomieszczenia biurowe i magazyny.

## Ważniejsze daty w dziejach muzeum
- 31 marca 1970 – Uchwała Prezydium Wojewódzkiej Rady Narodowej w Gdańsku o powołaniu Muzeum Historii Miasta Gdańska. Do czasu usamodzielnienia się stanowiło ono oddział ówczesnego Muzeum Pomorskiego w Gdańsku (obecne Muzeum Narodowe).

- 22 marca 1971 – Prezydium Wojewódzkiej Rady Narodowej w Gdańsku przekształciło dotychczasowy Oddział Muzeum Pomorskiego w samodzielne Muzeum Historii Miasta Gdańska, przekazując je w gestię Prezydium Miejskiej Rady Narodowej w Gdańsku. Pierwszym jego dyrektorem został mgr Józef Kuszewski.

- 1972-1976 – Dyrektorem muzeum był mgr Tadeusz Matusiak.

- 1973 – Decyzją władz miasta Gdańska przekazano muzeum Zespół Przedbramia ulicy Długiej, składający się z Katowni, Wieży Więziennej oraz szyi łączącej obie historyczne budowle.

- 11 marca 1974 – Muzeum otrzymało od władz miasta Twierdzę w Wisłoujściu, unikatowy zespół budowli obronnych, usytuowany na prawym brzegu Martwej Wisły, nieopodal jej ujścia do Zatoki Gdańskiej.

- 1976-1988 – Dyrektorem muzeum był dr Mirosław Gliński.

- 3 stycznia 1980 – Ministerstwo Kultury i Sztuki zadecydowało o przekształceniu Wartowni Nr 1 na Westerplatte w oddział muzeum. Wartownia Nr 1 stanowi jedyny ocalały obiekt obronny byłej polskiej Wojskowej Składnicy Tranzytowej na Westerplatte udostępniony do zwiedzania.

- 1981 – Stan posiadania muzeum powiększył się o kamienicę przy ul. Długiej 12, zwaną domem Uphagena.

- 1988 – Muzeum przejęło zabytkową basztę „Na Podmurzu”, usytuowaną przy ul. Podmurze 2, na siedzibę Pracowni Sportu Gdańskiego i Turystyki, utworzonej 1 lutego 1985

- 1 marca 1989 – Dyrektorem został mgr Adam Koperkiewicz.

- 1989 – Muzeum pozyskało Nowy Dom Ławy, budynek przylegający od strony wschodniej do Dworu Artusa. W ten sposób powstał Zespół Dworu Artusa, składający się z następujących budowli: parteru dwóch połączonych kamienic, zwanych Domem Ekonomistów lub Starym Domem Ławy, Dworu Artusa oraz Nowego Domu Ławy.

- maj 1990 – Powołano Towarzystwo Domu Uphagena.

- 22 października 1991 – Zakończenie rekonstrukcji dachu na Wieży Więziennej Zespołu Przedbramia ul. Długiej i osadzenie na nim odtworzonej sygnaturki.

- 1993 – Władze miejskie przekazały muzeum pięć kamieniczek przy ul. Kramarskiej, przylegających od północy do Ratusza Głównego Miasta, o łącznej powierzchni 1360 m². Po przeprowadzeniu prac remontowo – adaptacyjnych przeznaczono je na pracownie merytoryczne, pomieszczenia biurowe i magazyny zbiorów.

- 1993-1998 – Przeprowadzona została rewaloryzacja Domu Uphagena, sfinansowana przez miasto Gdańsk i Fundację Współpracy Polsko-Niemieckiej, dzięki czemu zabytek został udostępniony do zwiedzania. Za rewaloryzację Domu Uphagena Muzeum otrzymało Nagrodę Ministra Kultury i Sztuki za Najważniejsze Wydarzenie Muzealne Roku 1998.

- 1996 – Powstało Muzeum Zegarów Wieżowych jako Oddział MHMG. Zakon oo. Karmelitów w Gdańsku użyczył do tego celu wnętrze wieży swojego kościoła pod wezwaniem św. Katarzyny Aleksandryjskiej.

- 1998 – Dzięki funduszom pochodzącym od władz miasta, prywatnych sponsorów i władz wojewódzkich wykonane zostały mechanizmy do gry ręcznej i czwarta oktawa (od cis4 do c5) carillonu znajdującego się na wieży kościoła św. Katarzyny Aleksandryjskiej, zajmowanej przez Muzeum Zegarów Wieżowych. Tym samym liczba dzwonów tego koncertowego instrumentu wzrosła do 49.

- 1 stycznia 2000 – Zmiana nazwy instytucji z Muzeum Historii Miasta Gdańska na Muzeum Historyczne Miasta Gdańska.

- luty 2000 – Decyzją Zarządu Miasta Gdańska powołane zostało Muzeum Bursztynu, jako Oddział Muzeum Historycznego Miasta Gdańska. Jego siedzibą zostało Przedbramie ulicy Długiej, w którym obecnie trwają prace remontowo – adaptacyjne.

- listopad-grudzień 2000 – Na wieży Ratusza Głównego Miasta zamontowany został nowy, 37-dzwonowy, koncertowy carillon, wykonany przez holenderską wytwórnię dzwonów i carillonów z miasta Asten.

- listopad 2015 – Dyrektorem został prof. nadzwyczajny UG dr hab. Waldemar Ossowski.

- 30 stycznia 2018 – Zgodnie z Uchwałą Rady Miasta Gdańska z 18.12.2017 przemianowanie Muzeum Historycznego Miasta Gdańska na Muzeum Gdańska.

- 24 lipca 2021 - przeniesienie Muzeum Bursztynu z Katowni i Wieży Więziennej do Wielkiego Młyna[5].

## Zarząd[6]
- dr hab., prof. UG Waldemar Ossowski – dyrektor
- dr Ewa Szymańska – zastępca dyrektora ds. Merytorycznych
- dr Janusz Marszalec – zastępca dyrektora ds. Rozwoju Oddziałów
- mgr inż. Tomasz Wierzchowski – zastępca dyrektora ds. Inwestycji i Administracji

## Rada Muzeum (kadencja 2022[7][8]–2026)
- prof. dr hab. Cezary Obracht-Prondzyński[9] (Uniwersytet Gdański) – przewodniczący

## Rada Muzeum (kadencja 2018–2021[10])
- prof. Edmund Kizik (Uniwersytet Gdański) – przewodniczący